# Прушково (Мазовецьке воєводство)
Прушково (пол. Pruszkowo) — село в Польщі, у гміні Сохоцин Плонського повіту Мазовецького воєводства.
Населення — 136 осіб (2011).
У 1975-1998 роках село належало до Цехановського воєводства.

## Демографія
Демографічна структура станом на 31 березня 2011 року:
|          | Загалом | Допрацездатний вік | Працездатний вік | Постпрацездатний вік |
| -------- | ------- | ------------------ | ---------------- | -------------------- |
| Чоловіки | 70      | 16                 | 46               | 8                    |
| Жінки    | 66      | 15                 | 31               | 20                   |
| Разом    | 136     | 31                 | 77               | 28                   |